# Камень из Хогганвика
Камень из Хогганвика (норв. Hogganviksteinen) — рунический камень, найденный в сентябре 2009 года Арнфинном Хенриксеном, проживающим на ферме Хогганвик в коммуне Мандал норвежской губернии Вест-Агдер, во время работы в саду.

## Описание
Камень Хогганвика представляет собой глыбу гнейса размерами 145 см в высоту и 152 см в ширину, толщиной 23—25 см и массой около 800 кг. В связи с тем, что продолжительное время он лежал лицевой стороной вниз, рунические надписи на нём сохранились довольно хорошо. Выдолбленный на камне текст, написанный на протоскандинавском языке, относится к старшему футарку. Надпись, которую следует читать справа налево, содержит 62 буквы и одну составную руну. Камень датируется примерно между 350 и 500 годами нашей эры и является первым памятником старшего футарка, найденным после Второй мировой войны.

## Надписи
Оригинал:
1. [ᛊ]ᚲᛖᛚᛒᚨᚦᛖᚹᚨᛊ᛬ᛊ[ᛏ]ᚨᛁᚾᚨᛉ᛬ᚨᚨᚨᛊᚱᛈᚲᚠ
2. ᛖᚲᚾᚨᚢᛞᛁᚷᚨᛊᛏᛁᛉ
3. ᛖᚲᛖᚱᚨᚠᚨᛉ
4. ᚨᚨᚱᛈᚨᚨ᛬ᛁᚾᚨᚾᚨᚾᚨᛚᛟᛉ/ᚾᚨᛒᛟᛉ/(ᚾᚨᚹᛟᛉ)

Сырая транслитерация латиницей:
1. [s]kelbaþewas: s[t]ainaz: aaasrpkf
2. eknaudigastiz
3. ekerafaz
4. aarpaa: inananaloz/naboz/(nawoz)